# Llista d'asteroides/147901-148000
| Nom           | Designació provisional | Data de descobriment   | Lloc de descobriment | Descobridor/s                                          |
| ------------- | ---------------------- | ---------------------- | -------------------- | ------------------------------------------------------ |
| 147901 -      | 2006 SV48              | 17 de setembre de 2006 | Anderson Mesa        | LONEOS                                                 |
| 147902 -      | 2006 SJ54              | 17 de setembre de 2006 | Catalina             | CSS                                                    |
| 147903 -      | 2006 SE61              | 19 de setembre de 2006 | Socorro              | LINEAR                                                 |
| 147904 -      | 2006 SG62              | 18 de setembre de 2006 | Catalina             | CSS                                                    |
| 147905 -      | 2006 SV63              | 18 de setembre de 2006 | Catalina             | CSS                                                    |
| 147906 -      | 2006 SB100             | 18 de setembre de 2006 | Kitt Peak            | Spacewatch                                             |
| 147907 -      | 2006 SG130             | 19 de setembre de 2006 | Kitt Peak            | Spacewatch                                             |
| 147908 -      | 2006 SV145             | 19 de setembre de 2006 | Kitt Peak            | Spacewatch                                             |
| 147909 -      | 2006 TV39              | 12 d'octubre de 2006   | Kitt Peak            | Spacewatch                                             |
| 147910 -      | 2006 TY44              | 12 d'octubre de 2006   | Kitt Peak            | Spacewatch                                             |
| 147911 -      | 2006 TF45              | 12 d'octubre de 2006   | Kitt Peak            | Spacewatch                                             |
| 147912 -      | 2006 TD48              | 12 d'octubre de 2006   | Kitt Peak            | Spacewatch                                             |
| 147913 -      | 2006 TB58              | 15 d'octubre de 2006   | Catalina             | CSS                                                    |
| 147914 -      | 2006 UE47              | 16 d'octubre de 2006   | Kitt Peak            | Spacewatch                                             |
| 147915 -      | 2006 UA105             | 18 d'octubre de 2006   | Kitt Peak            | Spacewatch                                             |
| 147916 -      | 2006 UX200             | 21 d'octubre de 2006   | Kitt Peak            | Spacewatch                                             |
| 147917 -      | 2006 UT201             | 21 d'octubre de 2006   | Kitt Peak            | Spacewatch                                             |
| 147918 Chiayi | 2006 UU214             | 25 d'octubre de 2006   | Lulin Observatory    | H.-C. Lin, Q.-z. Ye                                    |
| 147919 -      | 2006 UZ217             | 30 d'octubre de 2006   | Kitami               | K. Endate                                              |
| 147920 -      | 2006 UK223             | 18 d'octubre de 2006   | Kitt Peak            | Spacewatch                                             |
| 147921 -      | 2006 UY243             | 27 d'octubre de 2006   | Mount Lemmon         | Mount Lemmon Survey                                    |
| 147922 -      | 2006 UD262             | 28 d'octubre de 2006   | Mount Lemmon         | Mount Lemmon Survey                                    |
| 147923 -      | 2006 VK34              | 11 de novembre de 2006 | Catalina             | CSS                                                    |
| 147924 -      | 2006 VM36              | 11 de novembre de 2006 | Catalina             | CSS                                                    |
| 147925 -      | 2006 VU42              | 12 de novembre de 2006 | Mount Lemmon         | Mount Lemmon Survey                                    |
| 147926 -      | 2006 VJ94              | 15 de novembre de 2006 | Catalina             | CSS                                                    |
| 147927 -      | 2006 VU129             | 15 de novembre de 2006 | Kitt Peak            | Spacewatch                                             |
| 147928 -      | 2006 VW137             | 15 de novembre de 2006 | Kitt Peak            | Spacewatch                                             |
| 147929 -      | 2006 WE11              | 16 de novembre de 2006 | Socorro              | LINEAR                                                 |
| 147930 -      | 2006 WD28              | 22 de novembre de 2006 | 7300 Observatory     | W. K. Y. Yeung                                         |
| 147931 -      | 2006 WO102             | 19 de novembre de 2006 | Kitt Peak            | Spacewatch                                             |
| 147932 -      | 3043 P-L               | 24 de setembre de 1960 | Palomar              | C. J. van Houten, I. van Houten-Groeneveld, T. Gehrels |
| 147933 -      | 4744 P-L               | 24 de setembre de 1960 | Palomar              | C. J. van Houten, I. van Houten-Groeneveld, T. Gehrels |
| 147934 -      | 6302 P-L               | 24 de setembre de 1960 | Palomar              | C. J. van Houten, I. van Houten-Groeneveld, T. Gehrels |
| 147935 -      | 6620 P-L               | 24 de setembre de 1960 | Palomar              | C. J. van Houten, I. van Houten-Groeneveld, T. Gehrels |
| 147936 -      | 6728 P-L               | 24 de setembre de 1960 | Palomar              | C. J. van Houten, I. van Houten-Groeneveld, T. Gehrels |
| 147937 -      | 1038 T-2               | 29 de setembre de 1973 | Palomar              | C. J. van Houten, I. van Houten-Groeneveld, T. Gehrels |
| 147938 -      | 1119 T-2               | 29 de setembre de 1973 | Palomar              | C. J. van Houten, I. van Houten-Groeneveld, T. Gehrels |
| 147939 -      | 1413 T-2               | 30 de setembre de 1973 | Palomar              | C. J. van Houten, I. van Houten-Groeneveld, T. Gehrels |
| 147940 -      | 2203 T-2               | 29 de setembre de 1973 | Palomar              | C. J. van Houten, I. van Houten-Groeneveld, T. Gehrels |
| 147941 -      | 4134 T-2               | 29 de setembre de 1973 | Palomar              | C. J. van Houten, I. van Houten-Groeneveld, T. Gehrels |
| 147942 -      | 1058 T-3               | 17 d'octubre de 1977   | Palomar              | C. J. van Houten, I. van Houten-Groeneveld, T. Gehrels |
| 147943 -      | 1209 T-3               | 17 d'octubre de 1977   | Palomar              | C. J. van Houten, I. van Houten-Groeneveld, T. Gehrels |
| 147944 -      | 3448 T-3               | 16 d'octubre de 1977   | Palomar              | C. J. van Houten, I. van Houten-Groeneveld, T. Gehrels |
| 147945 -      | 4021 T-3               | 16 d'octubre de 1977   | Palomar              | C. J. van Houten, I. van Houten-Groeneveld, T. Gehrels |
| 147946 -      | 4084 T-3               | 16 d'octubre de 1977   | Palomar              | C. J. van Houten, I. van Houten-Groeneveld, T. Gehrels |
| 147947 -      | 4187 T-3               | 16 d'octubre de 1977   | Palomar              | C. J. van Houten, I. van Houten-Groeneveld, T. Gehrels |
| 147948 -      | 4211 T-3               | 16 d'octubre de 1977   | Palomar              | C. J. van Houten, I. van Houten-Groeneveld, T. Gehrels |
| 147949 -      | 4284 T-3               | 16 d'octubre de 1977   | Palomar              | C. J. van Houten, I. van Houten-Groeneveld, T. Gehrels |
| 147950 -      | 4642 T-3               | 16 d'octubre de 1977   | Palomar              | C. J. van Houten, I. van Houten-Groeneveld, T. Gehrels |
| 147951 -      | 5156 T-3               | 16 d'octubre de 1977   | Palomar              | C. J. van Houten, I. van Houten-Groeneveld, T. Gehrels |
| 147952 -      | 1984 BY3               | 26 de gener de 1984    | Palomar              | B. A. Skiff                                            |
| 147953 -      | 1993 FB75              | 21 de març de 1993     | La Silla             | UESAC                                                  |
| 147954 -      | 1993 RW14              | 15 de setembre de 1993 | La Silla             | E. W. Elst                                             |
| 147955 -      | 1993 TS10              | 15 d'octubre de 1993   | Kitt Peak            | Spacewatch                                             |
| 147956 -      | 1993 TG11              | 15 d'octubre de 1993   | Kitt Peak            | Spacewatch                                             |
| 147957 -      | 1993 TM21              | 10 d'octubre de 1993   | Palomar              | H. E. Holt                                             |
| 147958 -      | 1993 TN25              | 9 d'octubre de 1993    | La Silla             | E. W. Elst                                             |
| 147959 -      | 1993 TQ28              | 9 d'octubre de 1993    | La Silla             | E. W. Elst                                             |
| 147960 -      | 1994 CM4               | 10 de febrer de 1994   | Kitt Peak            | Spacewatch                                             |
| 147961 -      | 1994 EU4               | 5 de març de 1994      | Kitt Peak            | Spacewatch                                             |
| 147962 -      | 1994 GD5               | 6 d'abril de 1994      | Kitt Peak            | Spacewatch                                             |
| 147963 -      | 1994 JC6               | 4 de maig de 1994      | Kitt Peak            | Spacewatch                                             |
| 147964 -      | 1994 PP9               | 10 d'agost de 1994     | La Silla             | E. W. Elst                                             |
| 147965 -      | 1994 PV14              | 10 d'agost de 1994     | La Silla             | E. W. Elst                                             |
| 147966 -      | 1994 PK21              | 12 d'agost de 1994     | La Silla             | E. W. Elst                                             |
| 147967 -      | 1994 PW38              | 10 d'agost de 1994     | La Silla             | E. W. Elst                                             |
| 147968 -      | 1994 TZ7               | 6 d'octubre de 1994    | Kitt Peak            | Spacewatch                                             |
| 147969 -      | 1994 TD8               | 6 d'octubre de 1994    | Kitt Peak            | Spacewatch                                             |
| 147970 -      | 1994 UV3               | 26 d'octubre de 1994   | Kitt Peak            | Spacewatch                                             |
| 147971 -      | 1994 WF                | 24 de novembre de 1994 | Kuma Kogen           | A. Nakamura                                            |
| 147972 -      | 1995 ED2               | 1 de març de 1995      | Kitt Peak            | Spacewatch                                             |
| 147973 -      | 1995 FC2               | 23 de març de 1995     | Kitt Peak            | Spacewatch                                             |
| 147974 -      | 1995 HO3               | 26 d'abril de 1995     | Kitt Peak            | Spacewatch                                             |
| 147975 -      | 1995 QK12              | 22 d'agost de 1995     | Kitt Peak            | Spacewatch                                             |
| 147976 -      | 1995 SU27              | 19 de setembre de 1995 | Kitt Peak            | Spacewatch                                             |
| 147977 -      | 1995 SH30              | 18 de setembre de 1995 | Kitt Peak            | Spacewatch                                             |
| 147978 -      | 1995 SA34              | 22 de setembre de 1995 | Kitt Peak            | Spacewatch                                             |
| 147979 -      | 1995 SU41              | 25 de setembre de 1995 | Kitt Peak            | Spacewatch                                             |
| 147980 -      | 1995 SJ42              | 25 de setembre de 1995 | Kitt Peak            | Spacewatch                                             |
| 147981 -      | 1995 UP12              | 17 d'octubre de 1995   | Kitt Peak            | Spacewatch                                             |
| 147982 -      | 1995 UC50              | 17 d'octubre de 1995   | Kitt Peak            | Spacewatch                                             |
| 147983 -      | 1995 VL18              | 15 de novembre de 1995 | Kitt Peak            | Spacewatch                                             |
| 147984 -      | 1995 WO4               | 20 de novembre de 1995 | Oizumi               | T. Kobayashi                                           |
| 147985 -      | 1995 WS5               | 23 de novembre de 1995 | Farra d'Isonzo       | Farra d'Isonzo                                         |
| 147986 -      | 1995 WW16              | 17 de novembre de 1995 | Kitt Peak            | Spacewatch                                             |
| 147987 -      | 1995 WY17              | 17 de novembre de 1995 | Kitt Peak            | Spacewatch                                             |
| 147988 -      | 1995 YS1               | 18 de desembre de 1995 | Kitt Peak            | Spacewatch                                             |
| 147989 -      | 1995 YJ10              | 18 de desembre de 1995 | Kitt Peak            | Spacewatch                                             |
| 147990 -      | 1995 YX10              | 18 de desembre de 1995 | Kitt Peak            | Spacewatch                                             |
| 147991 -      | 1996 AC11              | 13 de gener de 1996    | Kitt Peak            | Spacewatch                                             |
| 147992 -      | 1996 BA11              | 24 de gener de 1996    | Kitt Peak            | Spacewatch                                             |
| 147993 -      | 1996 FZ8               | 19 de març de 1996     | Kitt Peak            | Spacewatch                                             |
| 147994 -      | 1996 GF10              | 13 d'abril de 1996     | Kitt Peak            | Spacewatch                                             |
| 147995 -      | 1996 GX15              | 13 d'abril de 1996     | Kitt Peak            | Spacewatch                                             |
| 147996 -      | 1996 RD8               | 6 de setembre de 1996  | Kitt Peak            | Spacewatch                                             |
| 147997 -      | 1996 RH26              | 14 de setembre de 1996 | Haleakala            | NEAT                                                   |
| 147998 -      | 1996 VC5               | 12 de novembre de 1996 | Prescott             | P. G. Comba                                            |
| 147999 -      | 1997 AC14              | 2 de gener de 1997     | Xinglong             | BAO Schmidt CCD Asteroid Program                       |
| 148000 -      | 1997 EB9               | 2 de març de 1997      | Kitt Peak            | Spacewatch                                             |